# Bion (Satellit)

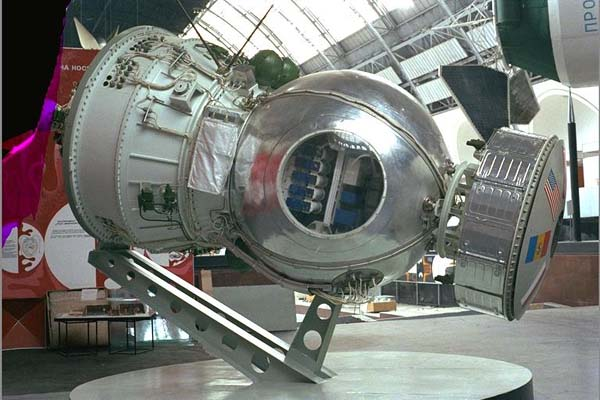
Bion-Satellit (in der Mitte des runden Fensters im Nutzlastmodul sind die fünf Rattenkäfige zu sehen). Rechts am vorderen Ende das Batterie-Modul.

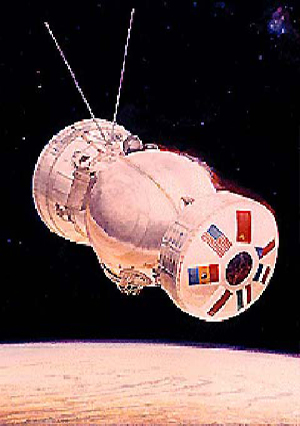
Künstlerische Darstellung eines Bion-Satelliten im Orbit

Bion (russisch Бион) lautet die Projektbezeichnung für ein Satellitenprogramm der UdSSR bzw. Russlands zur Untersuchung biologischer Prozesse im Weltraum.

## Aufbau und Mission
Die auch als Biokosmos oder Biosputnik bezeichneten Satelliten wurden zwischen 1973 und 1996 gestartet. Der zuerst – unter der Tarnbezeichnung Kosmos 110 – gestartete Satellit wird ebenfalls zu dieser Reihe gerechnet, da er zum Test der Lebensbedingungen im Weltall verwendet wurde. Er diente jedoch hauptsächlich dem Test des Woschod-Raumschiffes. Die eigentlichen Satelliten der Bion-Baureihe dienten der Erforschung von Lebens- und Wachstumsprozessen bei Pflanzen und Tieren unter den Bedingungen der Schwerelosigkeit. Die Untersuchungen erfolgten vollautomatisch an Bord von Satelliten die von den Zenit-Aufklärungssatelliten abgeleitet waren.
Die Satelliten (Herstellerbezeichnung 12KS) bestanden aus drei Sektionen: dem kegelförmigen Servicemodul, dem in der Mitte befindlichen kugelförmigen Nutzlast- bzw. Wiedereintrittsmodul (mit etwa 2,2 m Durchmesser) und dem externen Batteriemodul. Letzteres kam auch bei anderen Satelliten (z. B. Foton) zum Einsatz. Das gesamte Raumschiff hatte einen Durchmesser von maximal 2,5 m und war etwa 5.400 kg schwer, wovon 625 kg auf die wissenschaftliche Nutzlast entfielen. Sie wurden mit Sojus-Raketen vom Kosmodrom Plessezk (bis auf Kosmos 110) aus in eine etwa 210–400 km hohe Bahn mit einer Inklination von 62,8° oder 82,3° (Bion 6, 7 und 9) gebracht.
Ab 2008 wurde vom Konstruktionsbüro Progress der Nachfolger Bion-M entwickelt. Durch ein leistungsfähigeres Servicemodul sollen die Satelliten eine höhere Umlaufbahn erreichen (zwischen 400 und 450 Kilometern statt bislang zwischen 200 und 300 Kilometer) und damit eine gegenüber den etwa 22 Tagen der Bion-Baureihe wesentlich höherer Lebensdauer erreichen. Ein erster Start erfolgte im April 2013, ein zweiter war zunächst für das Jahr 2020 geplant und wurde dann auf 2024[veraltet] vertagt.

## Übersicht über die einzelnen Satelliten
| Name                | Start              | Landung            | Bemerkungen |
| ------------------- | ------------------ | ------------------ | --- |
| Vorläufer-Missionen |                    |                    | |
| Kosmos 110          | 22. Februar 1966   | 16. März 1966      | Test des Woschod-Raumschiffs, in dem sich die beiden Hunde Weterok und Ugoljok befanden. |
| Bion-Missionen      |                    |                    | |
| Bion 1 Kosmos 605   | 31. Oktober 1973   | 22. November 1973  | An Bord befanden sich Ratten, Schildkröten, Insekten und Pilze. |
| Bion 2 Kosmos 690   | 22. Oktober 1974   | 12. November 1974  | An Bord befanden sich Albino-Ratten. |
| Bion 3 Kosmos 782   | 25. November 1975  | 15. Dezember 1975  | Die Experimente und deren gesammelten Daten wurden erstmals von einem internationalen Forscherteam (v. a. aus Frankreich, der Tschechoslowakei, Ungarn, Polen, Rumänien, USA und UdSSR) geliefert und ausgewertet. Diese Zusammenarbeit wurde bei den folgenden Missionen fortgesetzt. An Bord waren Drosophila melanogaster (Fruchtfliegen), Daucus carota Zellkulturen, Bakterien und Fischeier (Fundulus heteroclitus). |
| Bion 4 Kosmos 936   | 3. August 1977     | 3. August 1977     | An Bord befanden sich 30 junge Wistar-Ratten und Drosophila. |
| Bion 5 Kosmos 1129  | 25. September 1979 | 14. September 1979 | An Bord befanden sich 30 junge Wistar-Ratten in fünf Gruppen sowie Wachteleier und Bakterien. |
| Bion 6 Kosmos 1514  | 14. Dezember 1983  | 19. Dezember 1983  | An Bord befanden sich die beiden Rhesusaffen Abrek und Bion sowie einige Ratten. |
| Bion 7 Kosmos 1667  | 10. Juli 1985      | 17. Juli 1985      | An Bord befanden sich die beiden Affen Werni und Gordi sowie eine große Anzahl Ratten. |
| Bion 8 Kosmos 1887  | 29. September 1987 | 12. Oktober 1987   | An Bord befanden sich die beiden Affen Drema und Jeroscha. |
| Bion 9 Kosmos 2044  | 15. September 1989 | 29. September 1989 | An Bord befanden sich die beiden Affen Schankonja und Zabiyaka sowie Pflanzen, Ratten, Insekten und Fische. |
| Bion 10 Kosmos 2229 | 29. Dezember 1992  | 10. Januar 1993    | An Bord befanden sich die beiden Affen Iwascha und Kroscha. |
| Bion 11             | 24. Dezember 1996  | 7. Januar 1997     | An Bord befanden sich die beiden Affen Lalik und Multik. |
| Bion-M-Missionen    |                    |                    | |
| Bion-M1             | 19. April 2013     | 19. Mai 2013       | Experimente: ein geschlossenes Ökosystem mit Euglena gracilis, Hornblatt, Buntbarschenlarven, Posthornschnecken und mexikanischen Flohkrebsen; Pilze und Bakterien in Behältern an der Außenseite der Rückkehrkapsel, um zu testen, ob diese Mikroorganismen Vakuum und Wiedereintritt in die Erdatmosphäre überleben können; Wirbeltiere (Mäuse, Ratten und Geckos) zum Test der Auswirkungen der Schwerelosigkeit auf Skelettbau, innere Organe und Immunsystem; weitere Zusatznutzlasten Nach der Landung berichtete die russische Nachrichtenagentur Interfax, dass alle Wüstenrennmäuse und mehr als die Hälfte aller Mäuse an Bord den Flug nicht überlebt hatten. Die Wüstenrennmäuse starben aufgrund einer Betriebsstörung in einem Modul. Alle anderen Tiere und biologischen Experimente erreichten die Erde unbeschadet und wurden zu weiteren Untersuchungen nach Moskau gebracht. |
| Bion-M2             | 20. August 2025    |                    | |